# 김명순 (축구 선수)
김명순(金明淳, 2000년 7월 17일~)은 대한민국의 축구 선수로 현재 인천 유나이티드 소속이다.